# Phyllomyza hirtipalpis
Phyllomyza hirtipalpis är en tvåvingeart som beskrevs av Malloch 1913. Phyllomyza hirtipalpis ingår i släktet Phyllomyza och familjen sprickflugor. Inga underarter finns listade i Catalogue of Life.